# Twister (spel)
Twister är ett sällskapsspel som släpptes 1966 skapat av Milton Bradley Company och Winning Moves.

## Spelregler
Spelet kräver 2 eller fler spelare, samt en domare. Spelet går ut på att hålla sig kvar i luften med händerna och fötterna på spelmattans rutor utan att andra kroppsdelar nuddar ytan, spelarna kommer så småningom att behöva ställa sig i konstiga och obekväma positioner tillsammans med sina motståndare och kräver därför mycket flexibilitet och balans, den som sist lyckas hålla sig kvar i luften vinner spelet. I spelet ingår en spelmatta med vanligen 24 cirklar som är placerade i 4 x 6 rutor, cirklarna är i olika färger på varje rad och är i ordningen röd, blå, gul och grön. I spelet ingår även en snurra som bestämmer vilken fot eller hand spelarna ska flytta på och var den ska placeras, vilket domaren bland annat också tar hand om, t.ex. om snurran visar "höger hand, gul" måste alla spelarna på mattan placera sin höger hand på en gul ruta. Om en spelare redan har sin högra hand på en gul ruta, måste spelaren flytta handen till en annan gul ruta.
Startplatsen för 2 spelare är på var sin sida av mattan (närmast texten Twister) med ena foten på den gula cirkeln och den andra foten på den blåa cirkeln. Den tredje spelarens startplats är på de två röda cirklarna i mitten. Är man 4 spelare får man spela i 2 lag mot varandra.

## Historia
Utvecklingen av idén till spelet började när leksaksskaparen Reyn Guyers son 1964 fick idén om ett spel där man kunde utnyttja spelarna som spelpjäser på en stor spelbräda. Guyers första försök till ett sådant spel var King Footsie där man endast använde fötter, han visade spelet till 3M Company men spelet blev avvisad. Guyer hyrde så småningom 2 spelutvecklare som ändrade på spelbrädan och valde att händer fick vara med spelet och kallade spelet Pretzel. De visade det omarbetade spelet till Milton Bradley Company där de accepterade det, ändrade namnet till det nuvarande namnet och släppte spelet. Milton Bradley Company blev bland annat anklagade för att ha släppt en "sexlåda" och återförsäljare vägrade ta emot spelet för att de tyckte det var olämpligt att uppmuntra flera personer att trassla ihop sig. Spelet var det första spelet där man använde spelarna som pjäser, därför blev många köpare förvirrade och så småningom togs spelet bort från köphyllorna och reklamerna. Men spelet blev snart en succé efter att det visades på The Tonight Show med Johnny Carson som värd, i det avsnittet utmanade Carson kändisgästen Éva Gábor på en "Twistermatch".